# خالد علي سبعه
خالد علي سبعه لاعب كرة قدم قطري يلعب حالياً في نادي الريان .

## مسيرة اللاعب
تدرج في أكاديمية أسباير . و لعب بعدها مع نادي الريان وأعير إلى نادي الوكرة مطلع عام 2024.